# Selkebrücke an der Klostermühle
Die Selkebrücke an der Klostermühle ist eine Brücke im Wohnplatz Klostermühle, der zum Ortsteil Mägdesprung der Stadt Harzgerode in Sachsen-Anhalt im Harz gehört. Die ehemalige denkmalgeschützte Steinbogenbrücke wurde 2017 durch eine Plattenbrücke in Betonbauweise ersetzt.

## Lage
Die Brücke liegt nördlich von Klostermühle und überquerte die Selke. Über sie führt der Weg von Klostermühle zum nördlich gelegenen Friedenstal. Unmittelbar nördlich der Brücke führt die entlang der Selke verlaufende Selketalbahn vorbei.

## Architektur und Geschichte
Die ehemalige Bogenbrücke aus Basaltschieferplatten überspannte mit einer Öffnung die Selke. Die Bauform war bis zum Ende des 19. Jahrhunderts die für die Region typische Form des Brückenbaus.
Im örtlichen Denkmalverzeichnis war die Brücke unter der Erfassungsnummer 094 50076 als Baudenkmal verzeichnet, wobei sie vermutlich versehentlich als Julienbrücke bezeichnet wurde, die tatsächlich jedoch weiter flussabwärts besteht.
Im Jahr 2016 wurde die Brücke durch einen Neubau ersetzt.